# Saxifraga mazanderanica
Saxifraga mazanderanica är en stenbräckeväxtart som beskrevs av Karl Heinz Rechinger. Saxifraga mazanderanica ingår i Bräckesläktet som ingår i familjen stenbräckeväxter. Inga underarter finns listade i Catalogue of Life.